# معتمدية زانوش
استحدثت معتمدية زانوش من ولاية قفصة إثر أمر حكومي عدد 240 لسنة 2015 مؤرخ في 1 يونيو 2015 يتعلق بإحداث معتمديتين جديدتين بولاية قفصة وبتنقيح الأمر عدد 543 لسنة 1996 المؤرخ في 1 أبريل 1996 المتعلق بضبط عدد وتسمية معتمديات ولايات الجمهورية. كانت سابقًا منطقة بلدية تابعة لمعتمدية السند في نفس الولاية.

## العمادات
تتكون معتمدية زانوش من عمادات:
- زانوش
- الجديدة
- عبد الصادق